# Listes des monuments yougoslaves à la Seconde Guerre mondiale
Cet article recense les monuments à la Seconde Guerre mondiale dans l'ex-Yougoslavie.

## Généralités
Les autorités de la République fédérative socialiste de Yougoslavie établirent de nombreux monuments commémorant la Seconde Guerre mondiale pendant son existence. Plusieurs mémorials furent établis entre 1945 et 1960, mais leur construction généralisée débuta après la création du mouvement des non-alignés en 1961.
Le président yougoslave Josip Broz Tito commanda plusieurs mémorials et monuments dans les années 1960 et 1970, dédiés aux batailles de la Seconde Guerre mondiale et aux sites des camps de concentration. Ils ont été conçus et réalisés par des sculpteurs notables, dont Dušan Džamonja, Vojin Bakić, Miodrag Živković, Jordan et Iskra Grabul, ainsi que par des architectes comme Bogdan Bogdanović et Gradimir Medaković. Après la mort de Tito, seulement un petit nombre d'entre eux a été bâti et les monuments sont restés des attractions populaires dans les années 1980. Depuis les guerres de Yougoslavie et la dislocation du pays, les sites sont abandonnés. 

## Au cinéma
C'est dans certains de ces sites que le compositeur et réalisateur islandais Jóhann Jóhannsson a tourné son film de science fiction expérimentale et prophétique sur le roman culte d'Olaf Stapledon Les Derniers et les Premiers (Last and First Men), dans une atmosphère à la fois de déréliction et de contemplation hypnotique. Les "personnages" principaux de ce film, à l'image, sont justement ces sculptures monumentales, à la fois « futuriste[s] mais délabré[es], magnifiquement filmé[es] en 16 mm noir et blanc », en lumière naturelle contrastée sur fond de ciel nuageux, « en contrepoint de la narration de Tilda Swinton et de la bande-son orchestrale envoûtante de Jóhannsson. Le résultat est un requiem à couper le souffle pour la dernière espèce humaine de la civilisation ». 
Le film, (dont l'argument est ainsi résumé : « en voie d'extinction, l'humanité du futur s'adresse aux hommes d'aujourd'hui et leur demande de l'aide »), sera présenté de manière posthume en 2020 au Festival international du film de Berlin, avec un bel accueil à la fois par la critique et par le public. Ce film a été diffusé entre autres sur la chaîne Arte le 14 février 2022. [Voir la section « Adaptation au cinéma  » qui décrit ce film dans l'article consacré au roman de Stapledon].

## Liste
Pour plus de clarté, la liste est découpée par pays de l'ancienne Yougoslavie :
- Liste des monuments à la Seconde Guerre mondiale en Bosnie-Herzégovine
- Liste des monuments à la Seconde Guerre mondiale en Croatie
- Liste des monuments à la Seconde Guerre mondiale en Macédoine du Nord
- Liste des monuments à la Seconde Guerre mondiale au Monténégro
- Liste des monuments à la Seconde Guerre mondiale en Serbie
- Liste des monuments à la Seconde Guerre mondiale en Slovénie